# Tiranet bronzat
El tiranet bronzat (Pseudotriccus pelzelni) és un ocell de la família dels tirànids (Tyrannidae).

## Hàbitat i distribució
Viu entre la malesa del bosc als turons i muntanyes de l'extrem oriental de Panamà, oest, centre, sud-est de Colòmbia, nord-oest i est de l'Equador i est del Perú.